# Brentuksimab vedotin
Brentuksimab vedotin ili Adcetris je konjugat antitela i leka koji kombinuje anti-CD30 antitelo i lek monometil auristatin E (MMAE). On je antineoplastični agens koji se koristi za tretiranje Hodžkinsovog limfoma i sistemsko anaplastičnog limfoma velikih ćelija. Brentuksimag vedotin je odobren 2011. Januara 2012. status leka je revidiran dodatkom upozorenje o mogućoj progresivnoj multifokalnoj leukoencefalopatiji i smrti nakon infekcije JC virusom.

## Literatura
- Hardman JG, Limbird LE, Gilman AG (2001). Goodman & Gilman's The Pharmacological Basis of Therapeutics (10. изд.). New York: McGraw-Hill. ISBN 0071354697. doi:10.1036/0071422803.
- Thomas L. Lemke; David A. Williams, ур. (2007). Foye's Principles of Medicinal Chemistry (6. изд.). Baltimore: Lippincott Willams & Wilkins. ISBN 0781768799.

## Spoljašnje veze
|  | Molimo Vas, obratite pažnju na važno upozorenje u vezi sa temama iz oblasti medicine (zdravlja). |